# Dmitrij Chomicewicz
Dmitrij Walerjewicz Chomicewicz, ros. Дмитрий Валерьевич Хомицевич (ur. 18 października 1985 w Kamieńsku Uralskim) – rosyjski żużlowiec. Brat Witalija Chomicewicza – również żużlowca. Indywidualny mistrz świata na lodzie z roku 2016.
Największe sukcesy odnosi w rywalizacji w wyścigach motocyklowych na lodzie. W 2011 r. zdobył tytuł indywidualnego mistrza Rosji. Czterokrotnie zdobył brązowe medale indywidualnych mistrzostw świata, w latach 2010, 2012, 2013 oraz 2014. Trzykrotnie zdobył tytuły drużynowego mistrza świata, w latach 2010, 2011 i 2012.